# Posición de Trendelenburg

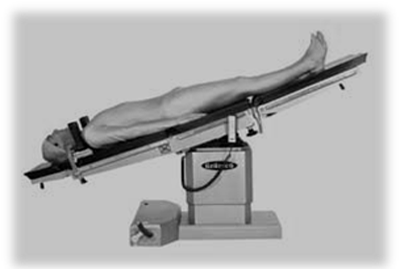
Posición de Trendelenburg.

En la ciencia de la medicina, la posición de Trendelenburg es aquella en que se coloca al paciente en decúbito supino y con la cabeza más baja que los pies, de tal forma que se favorece por efecto de la gravedad el retorno de la sangre venosa hacia el corazón a través de la vena cava inferior.

## Historia

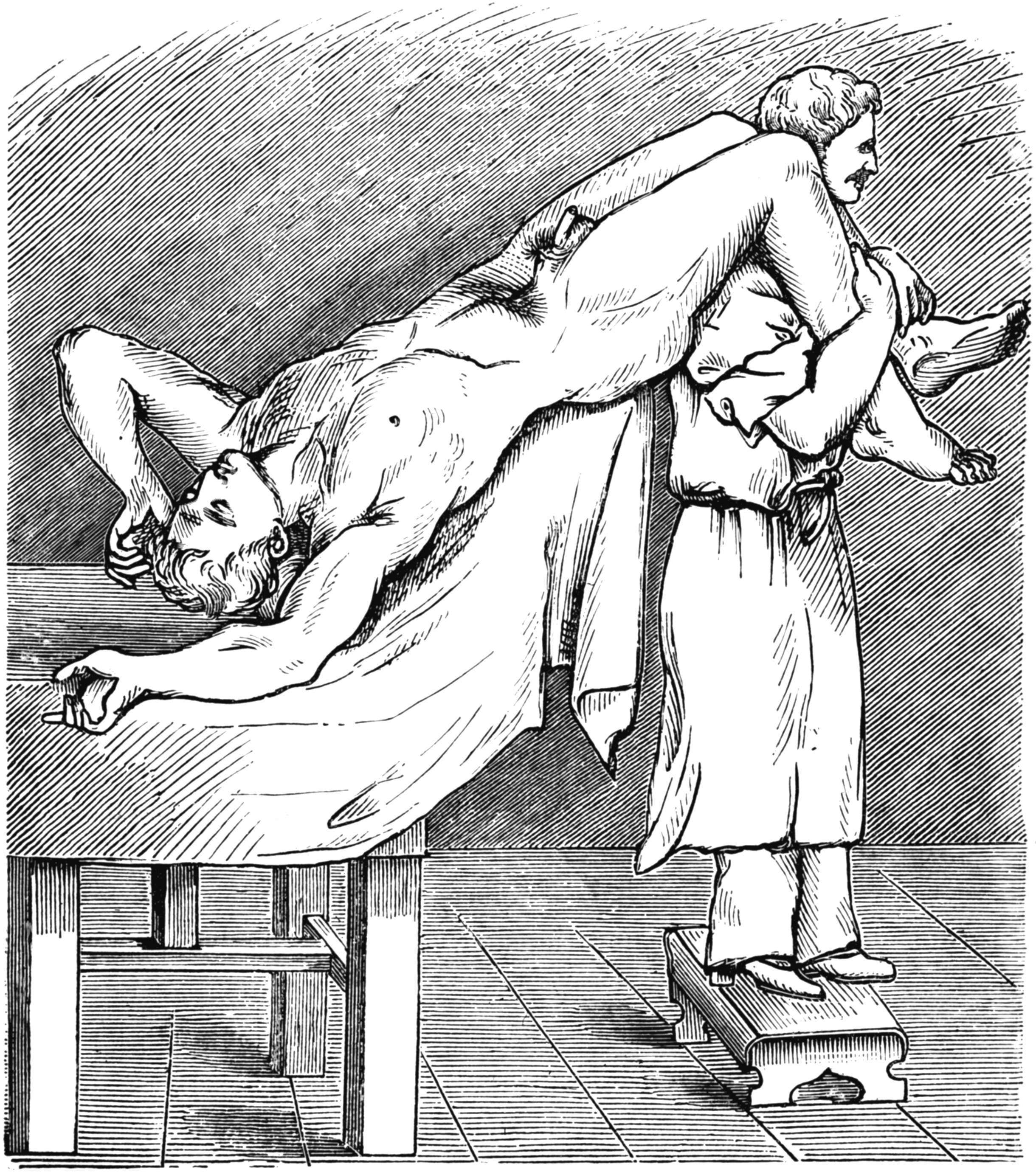
Antigua descripción de la posición de Trendelenburg.

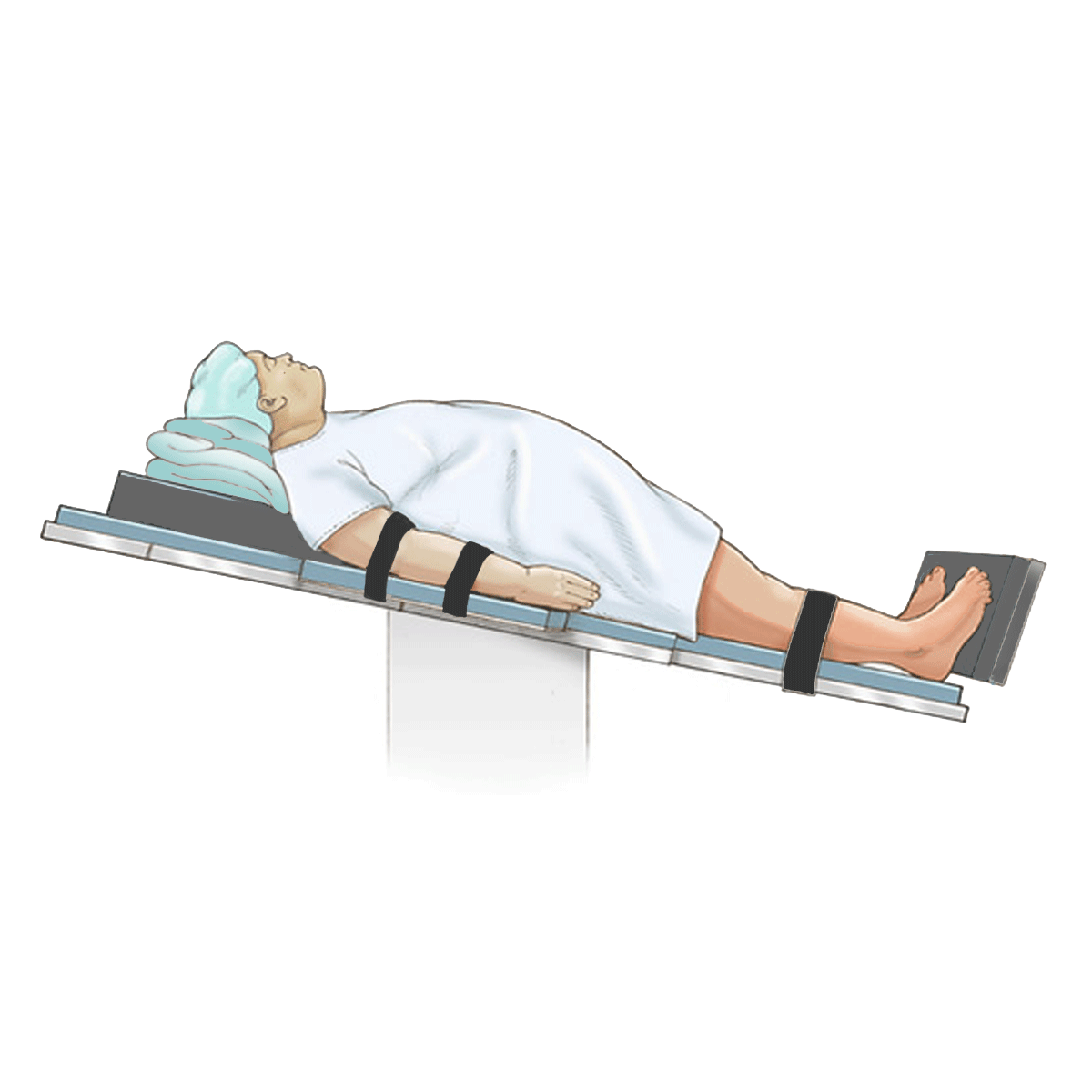
Posición de Trendelenburg invertida.

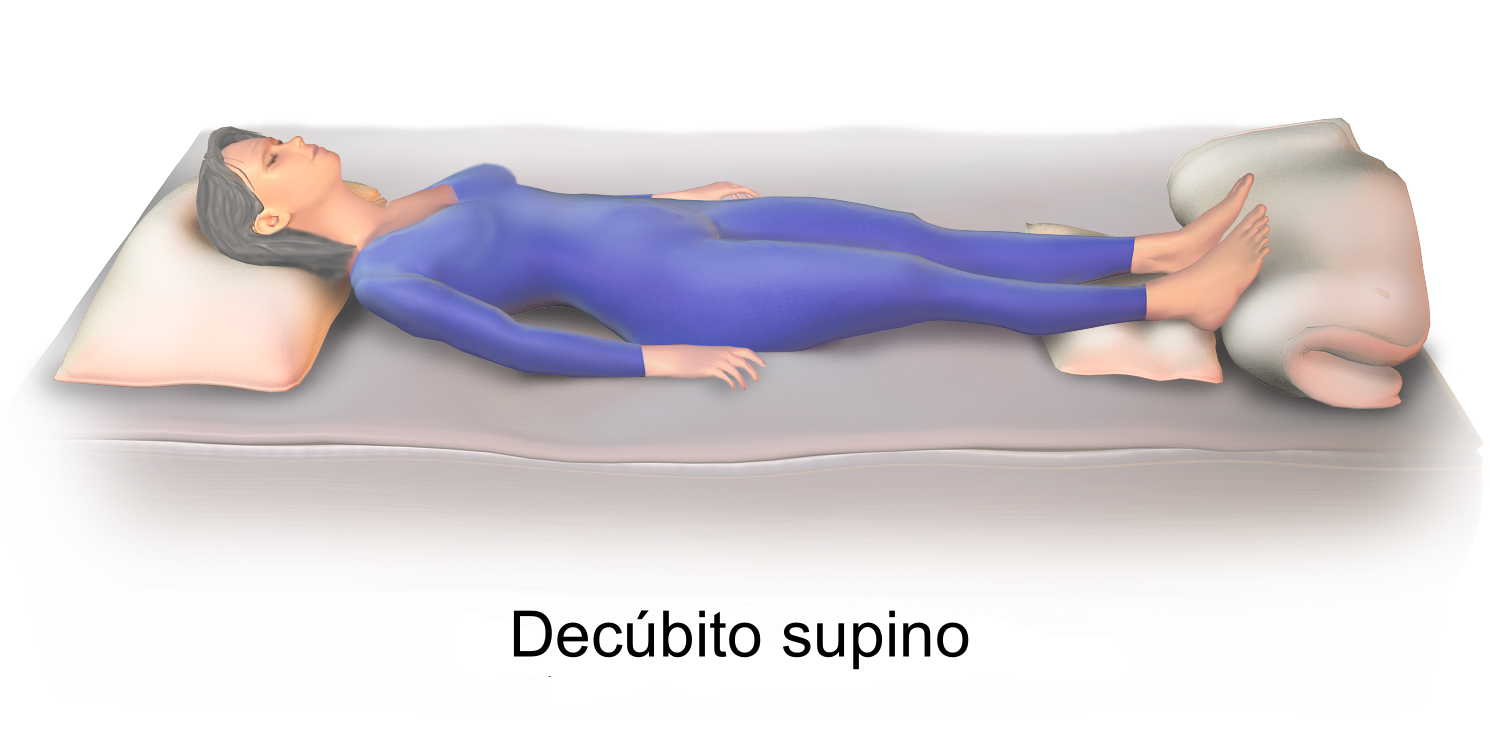
Decúbito supino.

Debe su nombre al cirujano Friedrich Trendelenburg (1844-1924) que la describió en 1860 y popularizó su uso. La descripción inicial la definió como una posición en V invertida con las rodillas flexionadas en la que el punto más alto del eje corporal es la pelvis. Sin embargo posteriormente la idea se ha simplificado, actualmente se considera posición de Trendelenburg al decúbito supino cuando el cuerpo descansa sobre un plano inclinado con la cabeza más baja que los miembros inferiores.

## Uso
Se emplea en ciertos tipos de cirugía, sobre todo abdominal y del aparato genitourinario. También para facilitar la recuperación en caso de síncope vasovagal, hipovolemia o hipotensión, aunque su utilidad en estas situaciones ha sido puesta en duda y no existen pruebas de que aporte beneficio sobre la posición en decúbito supino.

## Posición de Trendelenburg invertida
El paciente se encuentra en decúbito supino pero con la cabeza más alta que los pies. Se utiliza en ocasiones al realizar cirugía de cabeza y cuello.

## Posición antishock

Posición antishock.

Es una variante de la posición de Trendelenburg que consiste en realizar una elevación de las piernas mientras el resto del cuerpo se encuentra en decúbito supino. Su utilidad terapéutica está muy cuestionada.